# Refuge faunique national Seedskadee

Le refuge faunique national Seedskadee (anglais : Seedskadee National Wildlife Refuge) est un National Wildlife Refuge situé dans l'État américain du Wyoming. Créé le 1er janvier 1965, il protège 106 km2 dans son comté de Sweetwater.

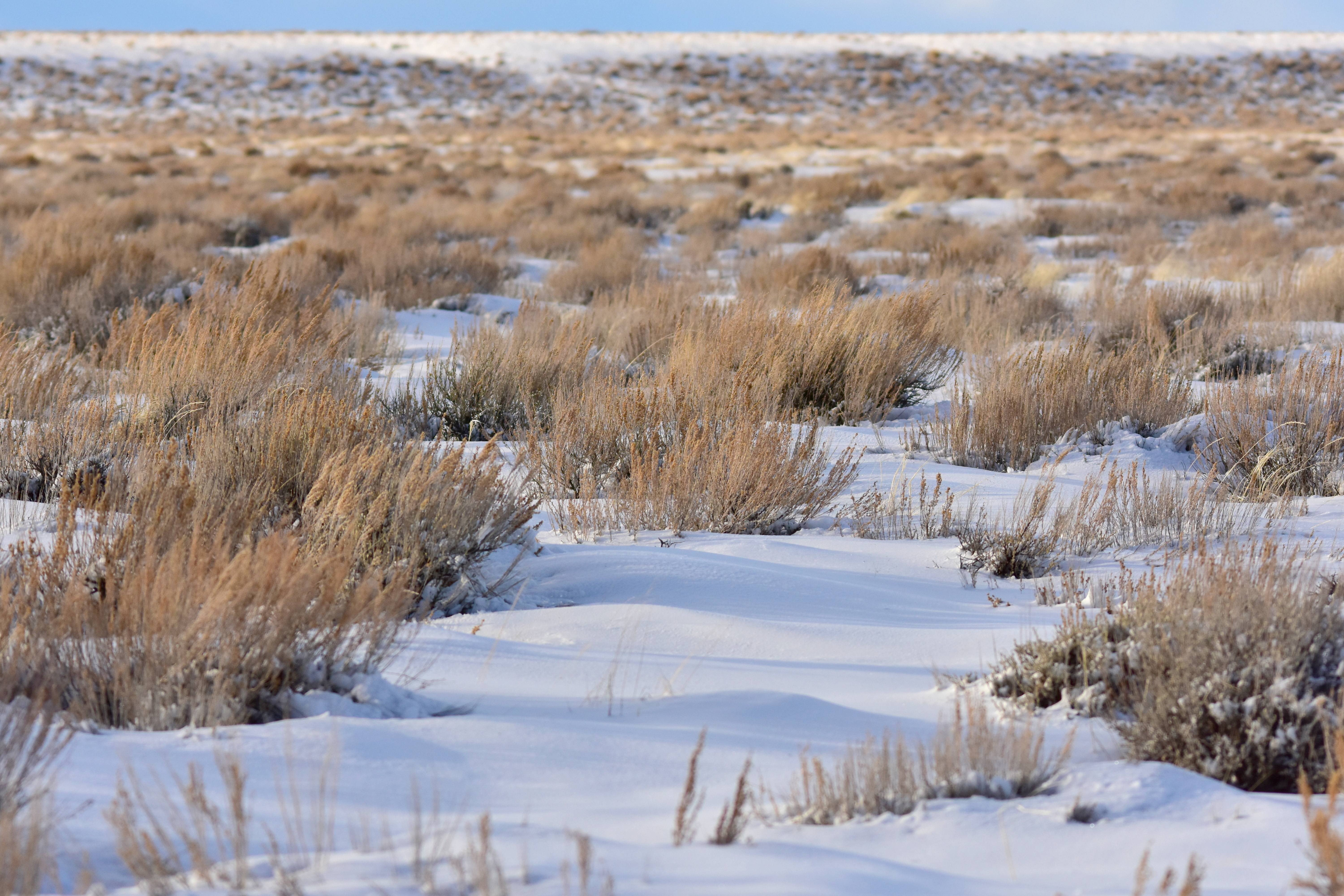
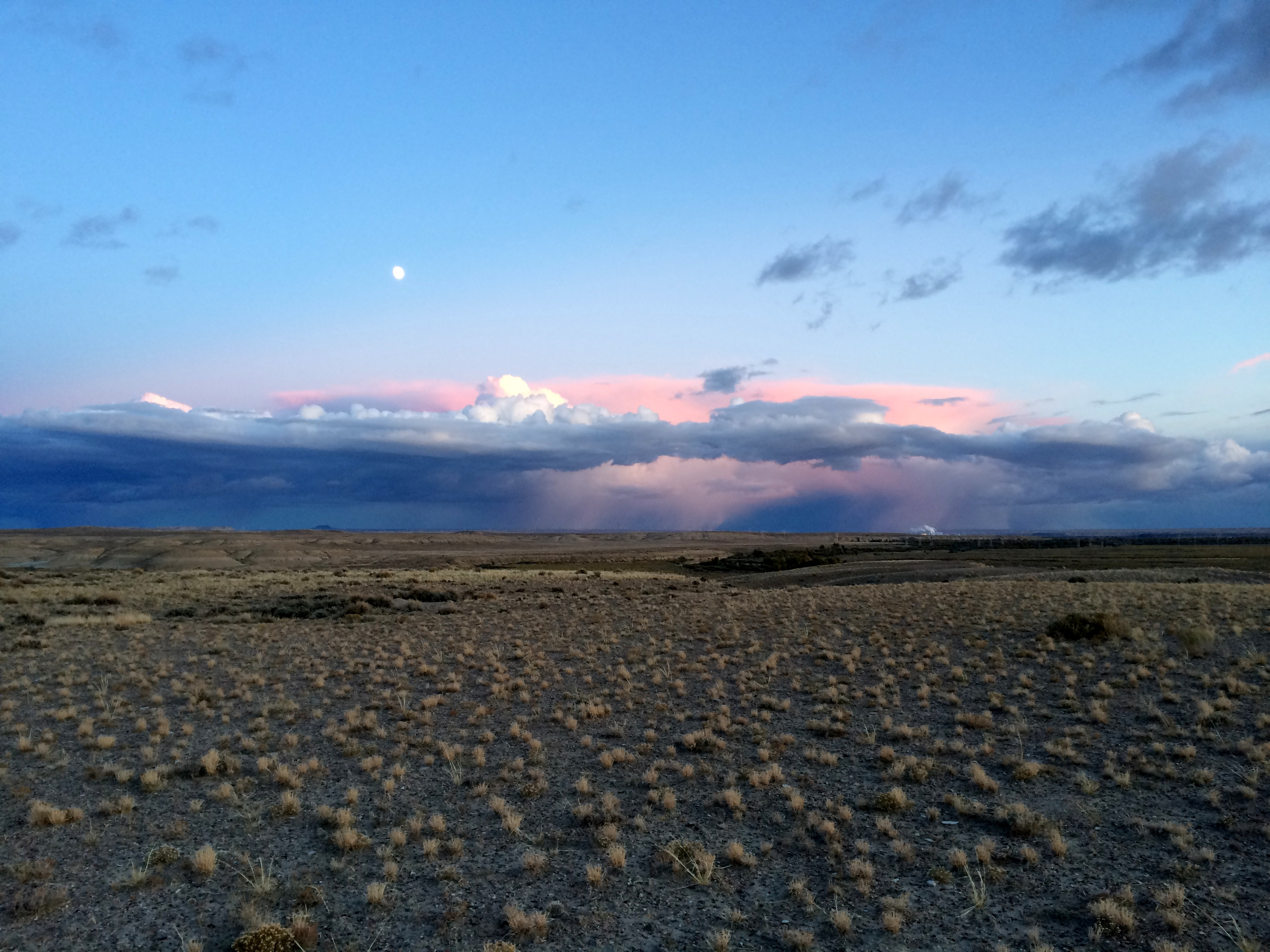
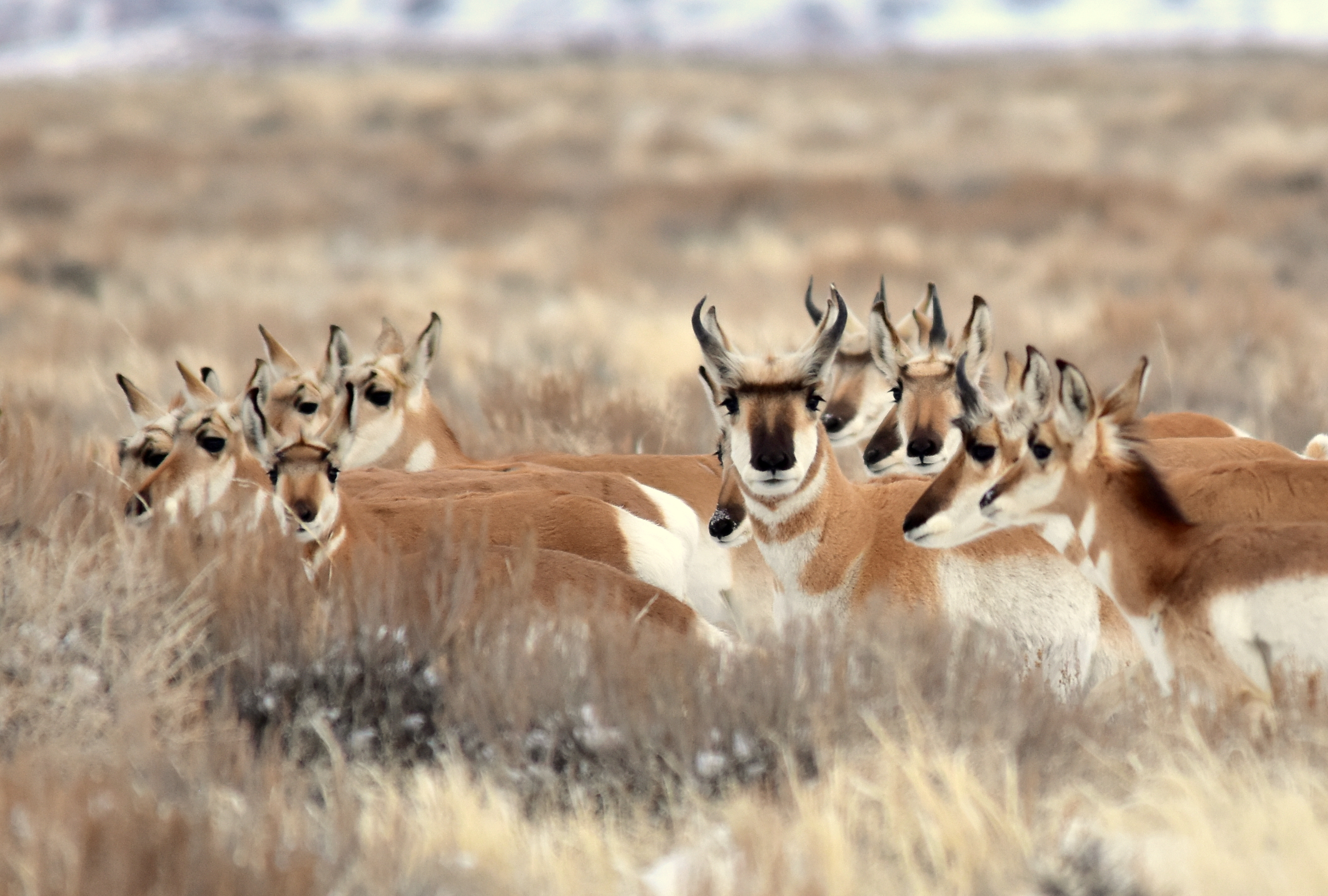
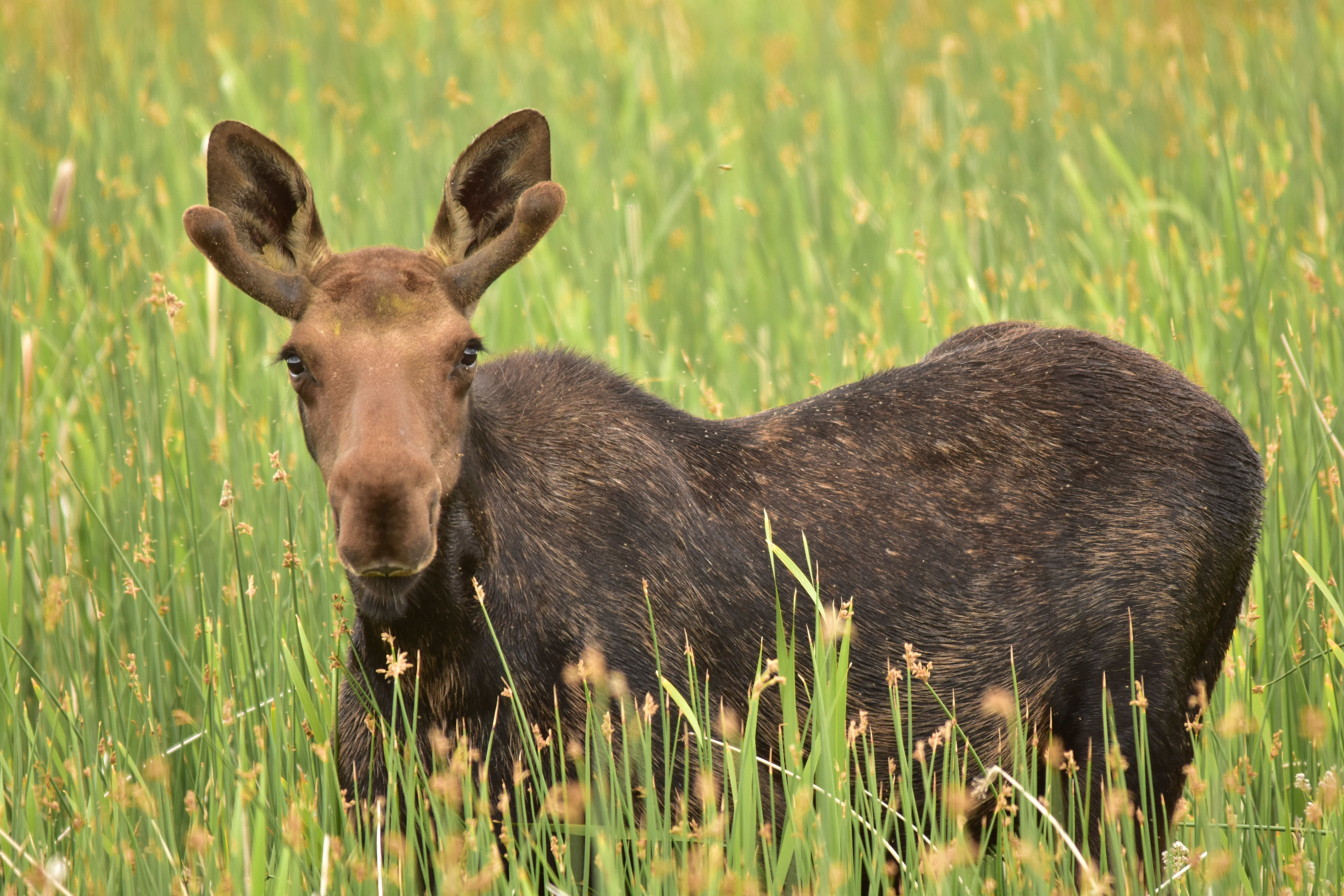
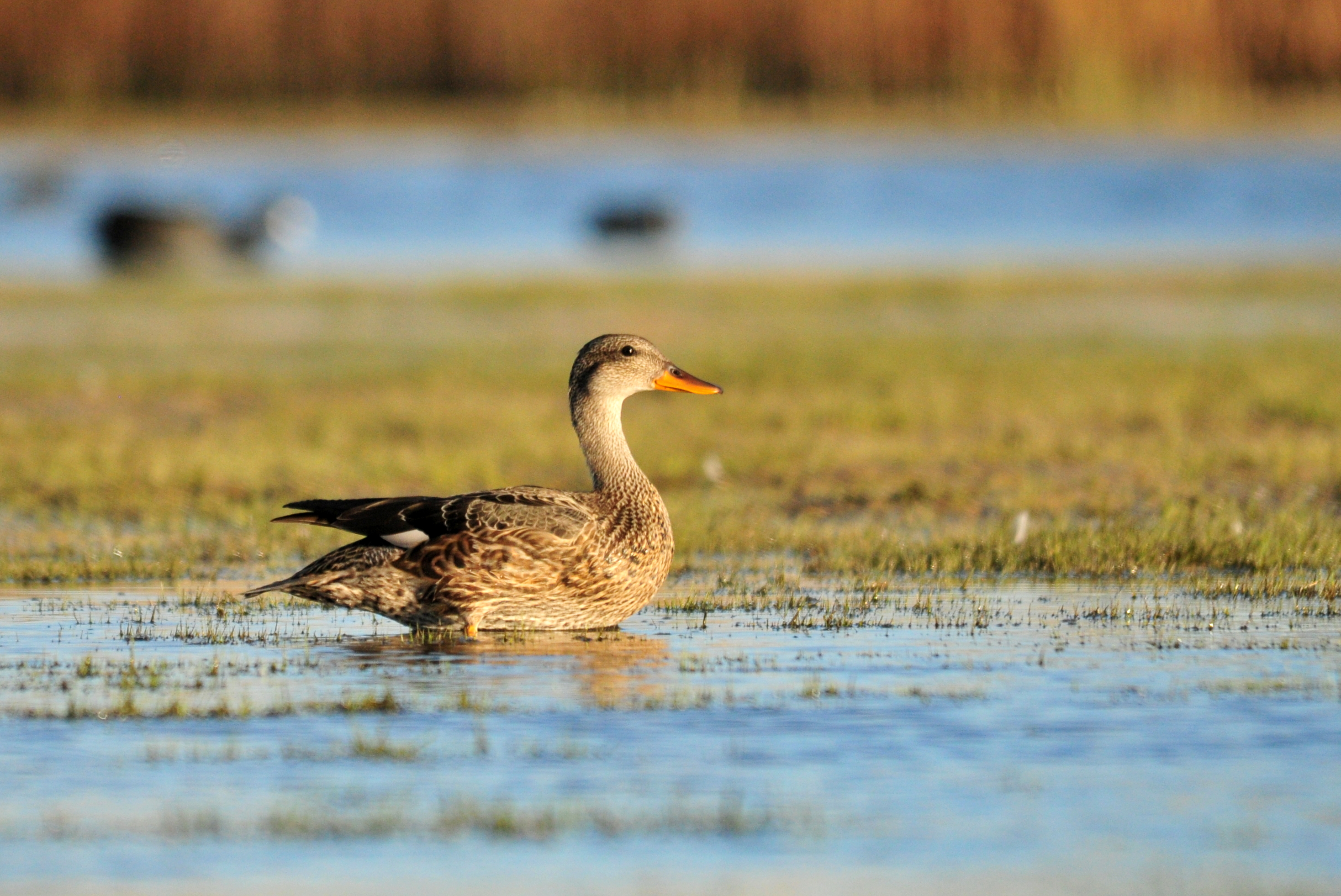